# Самсонов, Станислав Павлович
Станисла́в Па́влович Самсо́нов (22 октября 1932 года — 8 марта 2006 года) — советский офицер-подводник, участник первого в истории ВМФ трансокеанского перехода атомных подводных лодок с Северного на Тихоокеанский флот. Герой Советского Союза (28.12.1966). Капитан 1-го ранга (28.12.1972).

## Биография
Родился 22 октября 1932 года в Рязани в многодетной семье служащего Павла Дмитриевича и Марии Георгиевны Самсоновых. В семье воспитывалось четверо сыновей и дочь. С 1940 по 1951 годы Станислав учился в мужской средней школе № 1 города Рязани (ныне гимназии N 2 ордена «Знак Почёта» имени И. П. Павлова).
В ВМФ СССР с 1951 года. поступил на дизельный факультет Высшего военно-морского инженерного училища имени Ф. Э. Дзержинского. В 1954 году дизельный факультет был переведён в Севастопольское Высшее военно-морское инженерное училище подводного плавания. В 1957 году, после окончания училища, получил квалификацию инженера-механика по специальности «энергетические установки подводных лодок» и произведён в инженер-лейтенанты. Был направлен для прохождения службы на дизельные подводные лодки Северного флота.
С 1957 по 1960 год проходил службу командиром моторной группы электромеханической боевой части (БЧ-5) дизель-электрической подводной лодки «С-165» проекта 613. В октябре 1960 года был назначен командиром электромеханической боевой части той же подводной лодки. В 1961 году вступил в члены КПСС. В 1962 году был направлен на обучение в 16-й Учебный центр Военно-морского флота в городе Обнинске Калужской области. В мае 1962 года назначен командиром электротехнического дивизиона атомной подводной лодки Северного флота «К-42» проекта 627А «Кит». Подводная лодка была построена на Северном машиностроительном предприятии в Северодвинске Архангельской области и спущена на воду 17 августа 1963 года. С 27 октября по 30 ноября 1963 года экипаж принимал участие в государственных испытаниях и приёмке лодки, а затем продолжил службу на ней в составе 3-й дивизии подводных лодок с местом базирования в Западной Лице. В 1964—1965 годах Самсонов вновь проходил обучение в Обнинске по курсу атомных подводных лодок проекта 675. В июне 1964 года Самсонов был назначен командиром электромеханической боевой части ПЛА «К-116» проекта 675, которая была спущена на воду 19 июня 1965 года. Личный состав лодки участвовал в её испытаниях и приемке в состав ВМФ (место базирования Западная Лица).

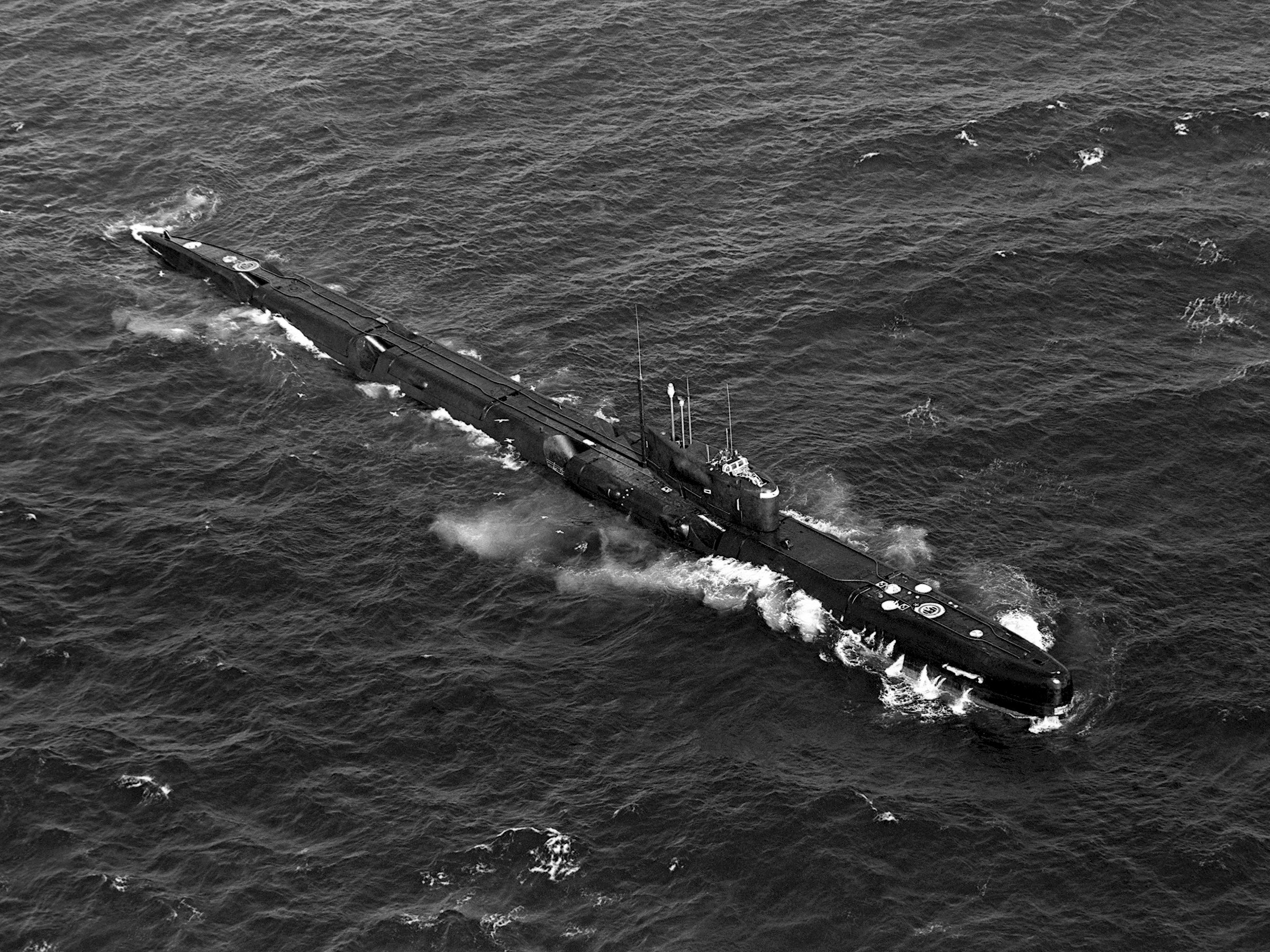
Атомная подводная лодка проекта 675

«... За время похода тов. Самсонов вложил много труда по обеспечению безотказной и безаварийной работы всех механизмов и систем подводной лодки. Личным примером в исполнении служебного долга служил образцом для всего экипажа»
В 1966 году Самсонов в должности командира электромеханической боевой части атомной подводной лодки «К-116»,был участником первого в истории ВМФ трансокеанского перехода атомных подводных лодок «К-116» и «К-133» с Северного флота на Тихоокеанский флот. В период со 2 февраля по 26 марта 1966 года подводные лодки прошли вокруг Южной Америки на Тихий океан. 
Маршрут похода проходил по маршруту Североморск — Атлантика — пролив Дрейка — Тихий океан — Петропавловск-Камчатский. За время похода С. П. Самсонов внёс много предложений по улучшению эксплуатации ядерной энергетической установки в различных климатических условиях плавания, обеспечив этим постоянную боевую готовность подводной лодки. В районе острова Пасхи подводный ракетоносец внезапно начал быстро погружаться с дифферентом на корму, пройдя предельно допустимую глубину погружения. Участник похода инженер-капитан 1-го ранга В. А. Каневский вспоминал «только благодаря быстрой реакции командира лодки В. Виноградова и командира БЧ-5 С. Самсонова была включена система аварийного продувания главного балласта и дан полный ход на всплытие. Опасное проваливание в пучину океана было остановлено…». За время похода подводная лодка «К-116» прошла 19682,5 мили за 1253 часов 35 минут, из них в подводном положении 19607,7 мили. В апреле 1966 года впервые после Великой Отечественной войны атомная подводная лодка «К-116» была удостоена звания «гвардейской» и приняла флаг прославленной в годы войны североморской лодки «К-22».
Указом Президиума Верховного Совета СССР от 23 мая 1966 года за успешное выполнение специального задания и проявленные при этом мужество и отвагу капитану 3 ранга Станиславу Павловичу Самсонову присвоено звание Героя Советского Союза с вручением ордена Ленина и медали «Золотая Звезда» (№ 11251).
С 1966 по 1968 год С. П. Самсонов служил на Тихоокеанском флоте на той же подводной лодке, которая была включена в состав дивизии подводных лодок Камчатской военной флотилии Тихоокеанского флота.

Могила Самсонова на кладбище «Кальфа» в Севастополе.

В ноябре 1968 года С. П. Самсонов был переведён в Севастополь на преподавательскую работу в Черноморское высшее военно-морское училище имени П. С. Нахимова. Был старшим преподавателем кафедры специальной электротехники училища. 28 декабря 1972 года Самсонову было присвоено звание капитана 1-го ранга. В августе 1979 года назначен начальником кафедры специальной электротехники училища. 7 июля 1986 года уволен в запас. Жил в Севастополе.
Умер Станислав Павлович Самсонов 8 марта 2006 года. Похоронен на Аллее Героев городского кладбища «Кальфа» в Севастополе.

## Награды и звания
- Герой Советского Союза (23.05.1966, медаль «Золотая Звезда» № 11251);
- Орден Богдана Хмельницкого III степени (1999)[6]
- орден Ленина (23.05.1966);
- орден «За службу Родине в Вооружённых Силах СССР» III степени;
- медали[2][3].

## Память
1 сентября 2008 года на здании гимназии № 2 города Рязани была установлена мемориальная доска с текстом: «Здесь с 1940 по 1951 годы учился Герой Советского Союза Самсонов Станислав Павлович».
В 2012 году в серии «Знаменитые рязанцы» вышла почтовая карточка с портретом Героя Советского Союза С. П. Самсонова.